# Madaras (hegység)
A Madaras (korábban Ptacsnik vagy Ptácsnik, szlovákul Vtáčnik) egy hegység Közép-Szlovákiában. A Nyitra és a Garam völgye között húzódik a Selmeci-körhegység tagját képezve. Többnyire sűrű bükkösök borítják. Legmagasabb pontja az 1346 méteres Madaras-tető.

## Geológia
A Madaras a Kárpátok külső vulkáni ívének részét képezi. Fő alkotó kőzete az andezit, ebből áll a Hrádok, egy száz méter magas sziklafal is, amelyet előszeretettel keresnek fel hegymászók. A hegység legjelentősebb szirtjei a Buchlov csúcson, a Kolostor-sziklán (Kláštorská skala), valamint a hegység nevét adó csúcson találhatók.

## Történelem
A Madaras-tető a történelmi Bars vármegye legmagasabb pontja volt.
A második világháború végén, a Szlovák nemzeti felkelés bukása után jelentős partizántevékenység folyt a hegységben. A partizánakciók megtorlásaként 1945 januárjában a Waffen-SS Edelweiss-kommandó két szlovák faluban (Kľak - Madarasalja és Ostrý Grúň - Élesmart) összesen 148 civil lakost végzett ki.
A hegység napjainkban a Nyitra Menti Tájvédelmi Körzet része.